# Gaula
El Gaula és un riu de Noruega, situat al comtat noruec de Sør-Trøndelag. El travessa la vall de Gauldal i és el riu més gran de Noruega central. El riu comença a Holtålen prop de la muntanya Kjølifjellet. Després flueix a través dels municipis de Midtre Gauldal i Melhus abans de desembocar al fiord de Trondheim a prop de Trondheim.
El riu és d'aproximadament 145 quilòmetres de llarg i drena una conca de 3.661 quilòmetres quadrats. Durant el seu camí se li uneix un gran afluent, el Sokna, a Midtre Gauldal.
Al riu hi ha dues cascades conegudes anomenades Gaulfoss prop del poble de Haltdalen.
El 2005, el Gaula es va convertir en el millor riu de pesca del salmó del país, amb una captura de 37,5 tones i 42,5 tones el 2008. No obstant, el Gaula apareix constantment entre els 5 millors rius de pesca de salmó de Noruega.